# فردية منهجية
الفردية المنهجية هي وجهة النظر التي تفيد بأنه يمكن فقط فهم الظواهر الاجتماعية، من خلال دراسة كيف تنتج عن دوافع وتصرفات من عوامل فردية. ويتم تعريف استخدام الفردية المنهجية مع الاقتصاديين من المدرسة النمساوية من بين آخرين.

## الفردية المنهجية في الاقتصاد
في الاقتصاد، يتم تفسير سلوك الأشخاص وفقًا للخيارات العقلانية، حيث يتم تقييدها من خلال الأسعار والدخول. ويقبل الاقتصاديون تفضيلات الأشخاص بوصفها معطيات. ويقدم بيكر وستيجلير تصريحًا قويًا عن وجهة النظر هذه:
من وجهة النظر التقليدية، فإن تفسير الظواهر الاقتصادية التي تصل إلى الاختلاف في الأذواق بين الناس أو الأوقات هو نهاية الحجة: وتم ترك المشكلة عند هذا الحد لمن يمكنه دراسة الأذواق وشرحها (علماء النفس؟ علماء الأنثروبولوجيا؟ علماء فراسة الدماغ؟ علماء الاجتماع الحيوي؟). وفي التفسير المفضل لدينا، لا يمكن أن يصل الفرد أبدًا لهذا الطريق المسدود: ويستمر الاقتصادي في البحث عن الاختلافات في الأسعار أو الدخول من أجل تفسير أي اختلافات أو تغييرات في السلوك.

## الانتقادات
لقد انتقد الاقتصادي مارك بلاف الإفراط في الاعتماد على الفردية المنهجية «من المفيد أن نلاحظ ما تعنيه الفردية المنهجية بشكل دقيق...سوف يعني ضمنًا الاقتصاد. وفي الواقع، فإنه يستبعد جميع افتراضات الاقتصاد الكلي التي لا يمكن أن تختزل إلى افتراضات اقتصاد جزئي...وهذه الكميات لترك كل الاقتصاد الكلي الوارد تقريبًا. وهنا يجب أن يكون هناك شيء خاطئ في مبدأ المنهجية الذي يمتلك مثل هذه الآثار المدمرة».

## كتابات أخرى
- Kenneth J. Arrow (1994), “Methodological Individualism and Social Knowledge,” American Economic Review, 84(2), p <1:MIASK>2.0.CO;2-C&size=LARGE&origin=JSTOR-enlargePage p. 1-9.
- Kaushik Basu (2008), “Methodological Individualism,” The New Palgrave Dictionary of Economics, 2nd Edition. Abstract.
- Friedrich A. Hayek (1948), Individualism and Economic Order.
- Geoffrey Hodgson, (2007) “Meanings of Methodological Individualism”, Journal of Economic Methodology 14(2), June, pp. 211–26.
- Harold Kincaid (2008), “individualism versus holism,” The New Palgrave Dictionary of Economics, 2nd Edition. Abstract.
- Steven Lukes (1968), “Methodological Individualism Reconsidered,” British Journal of Sociology 19, pp. 119–29.
- Ludwig von Mises, “The Principle of Methodological Individualism”, chapt. 2 in Human Action, Eprint.
- Joseph Schumpeter (1909), “On the Concept of Social Value”, Quarterly Journal of Economics, 23(2), February, pp. 213–32.
- Lars Udéhn (2002), “The Changing Face of Methodological Individualism”, Annual Review of Sociology, 28, pp. 479–507.